# Canthonella parva
Canthonella parva är en skalbaggsart som beskrevs av Chapin 1930. Canthonella parva ingår i släktet Canthonella och familjen bladhorningar. Utöver nominatformen finns också underarten C. p. luquillensis.